# 1526 w polityce

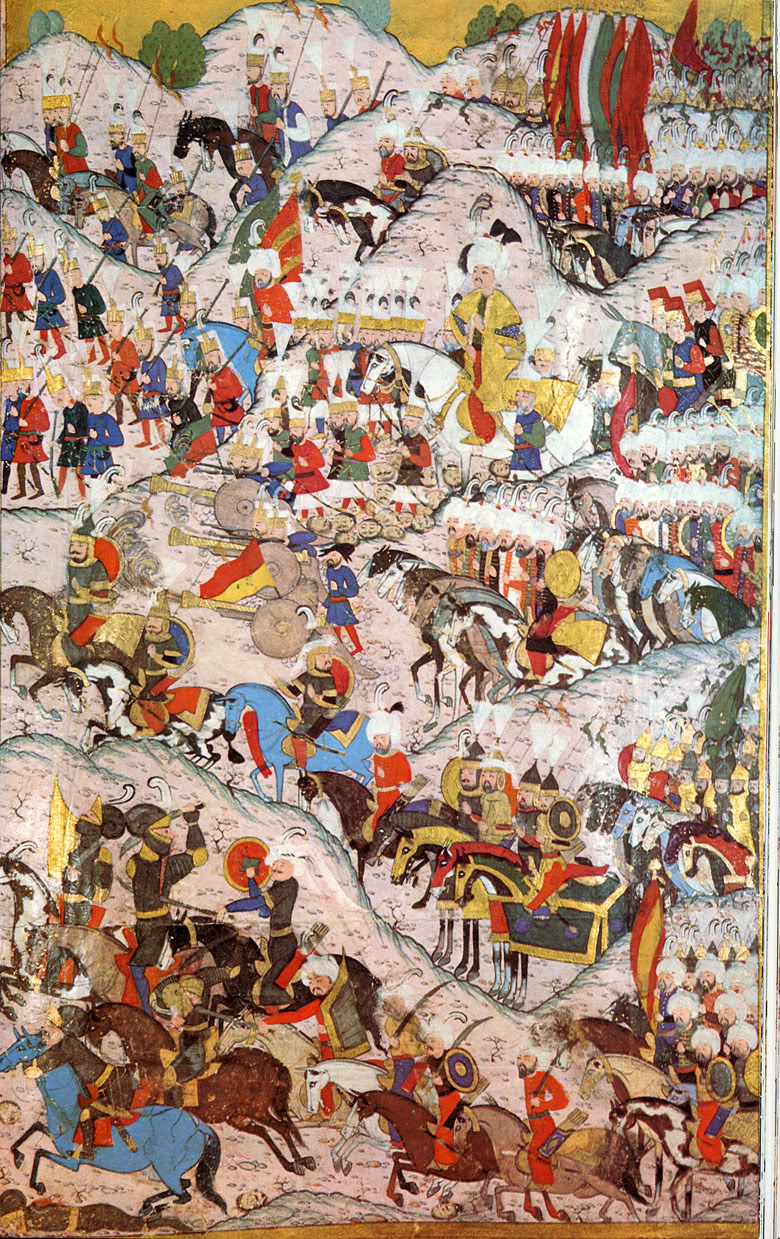
Bitwa pod Mohaczem

Wydarzenia polityczne w 1526 roku.

## Wydarzenia
- 29 sierpnia Bitwa pod Mohaczem. Turcy pokonują Węgrów[1]. W starciu ginie król Ludwik II Jagiellończyk[2], wnuk Kazimierza IV Jagiellończyka.
- Mazowsze zostało włączone do Rzeczypospolitej po wygaśnięciu dynastii Piastów mazowieckich[3].

## Urodzili się
- 1 listopada Katarzyna Jagiellonka, córka Zygmunta I Starego, królowa Szwecji[4].

## Zmarli
- 5 września Alonso de Salazar, hiszpański odkrywca, który jako pierwszy dopłynął do wysp Marshalla[5].